# Gampong Cot (Samatiga)
Gampong Cot is een bestuurslaag in het regentschap Aceh Barat van de provincie Atjeh, Indonesië. Gampong Cot telt 313 inwoners (volkstelling 2010).